# Krogmann Point
Der Krogmann Point ist eine Landspitze, die den westlichen Ausläufer der Krogmanninsel im Wilhelm-Archipel vor der Westküste der Antarktischen Halbinsel bildet.
Die erste Sichtung der Krogmann-Insel geht auf den deutschen Polarforscher Eduard Dallmann im Januar 1874 im Zuge der zwischen 1873 und 1874 durchgeführten Antarktisfahrt mit dem Auxiliarsegler Groenland zurück. Dallmann benannte sie nach Hermann August Krogmann (1826–1894), einem Mitglied der Geographischen Gesellschaft in Hamburg, der bei der Finanzierung der Expedition behilflich war. Die Belgica-Expedition (1897–1899) unter der Leitung des belgischen Polarforschers Adrien de Gerlache de Gomery benannte sie dagegen nach dem dänischen Polarforscher Andreas Peter Hovgaard (1853–1910), der an den Vorbereitungen zu dieser Forschungsreise beteiligt war. De Gerlaches Benennung ist insbesondere im englischen Sprachraum aktuell. Dort entschied das UK Antarctic Place-Names Committee im Jahr 1959, Dallmanns Benennung auf die hier beschriebene Landspitze zu übertragen.